# Ulfborg-Vemb Kommune
Ulfborg-Vemb Kommune i Ringkøbing Amt blev dannet ved kommunalreformen i 1970. Ved strukturreformen i 2007 blev den indlemmet i Holstebro Kommune sammen med Vinderup Kommune.

## Tidligere kommuner
Ulfborg-Vemb Kommune blev dannet ved sammenlægning af 6 sognekommuner:
| Kommune          | Folketal 1. januar 1970 | Byer                        |
| ---------------- | ----------------------- | --------------------------- |
| Gørding-Vemb-Bur | 1.933                   | Vemb og Bur                 |
| Husby            | 371                     |                             |
| Madum            | 248                     |                             |
| Staby            | 977                     | Staby                       |
| Sønder Nissum    | 1.238                   | Sønder Nissum og Thorsminde |
| Ulfborg          | 2.042                   | Ulfborg                     |
| I alt            | 6.809                   |                             |

Hertil kom en del af Råsted Sogn, som ellers kom til Holstebro Kommune, og en del af Torsted Sogn, som ellers kom til Ringkøbing Kommune. Derimod afgav Ulfborg-Vemb Kommune ejerlavet Husby Klit i Husby sogn til Ringkøbing Kommune.

## Sogne
Ulfborg-Vemb Kommune bestod af følgende sogne:
- Bur Sogn (Hjerm Herred)
- Gørding Sogn (Hjerm Herred)
- Husby Sogn (Ulfborg Herred)
- Madum Sogn (Ulfborg Herred)
- Staby Sogn (Ulfborg Herred)
- Sønder Nissum Sogn (Ulfborg Herred)
- Ulfborg Sogn (Ulfborg Herred)
- Vemb Sogn (Hjerm Herred)

## Borgmestre[3]
| Navn                  | Parti      | Periode   |
| --------------------- | ---------- | --------- |
| Termann Nordsmark     | Lokalliste | 1970-1984 |
| Kaj Brink Nielsen     | Venstre    | 1984-1999 |
| Niels Kristian Jensen | Venstre    | 1999-2006 |